# Polisulfany

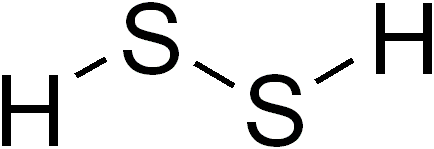
disulfan

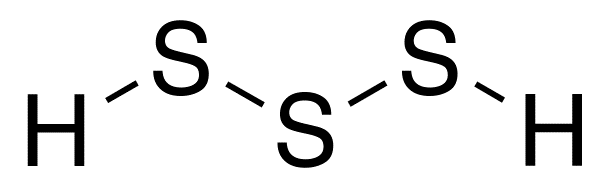
trisulfan

Polisulfany, polisiarczki wodoru, wodorki polisiarki – grupa nieorganicznych związków chemicznych zbudowanych z nierozgałęzionych łańcuchów atomów siarki zakończonych atomami wodoru o wzorze ogólnym HS
nH (n ≥ 2). Czasami disulfan (HS
2H) nie jest uwzględniany w tej grupie.
Polisulfany mogą być wykorzystywane do otrzymywania cząsteczek siarki o układzie pierścieniowym w reakcji z chlorosulfanami:
Cl
2S
n + H
2S
m → S
n+m + 2HCl

## Właściwości
Są cieczami, a ich gęstość, lepkość i temperatura wrzenia wzrastają wraz z długością łańcucha. Disulfan jest bezbarwny, natomiast pozostałe polisulfany mają żółtą barwę, która jest tym intensywniejsza, im dłuższa jest cząsteczka polisulfanu.
Łatwo utleniają się i są mało stabilne, przez co rozkładają się na siarkę i siarkowodór, zwłaszcza w środowisku kwasowym, ale także zasadowym (nawet przy niewielkich ilościach metali alkalicznych z powierzchni szkła):
H
2S
n → ⅛(n−1)S
8 + H
2S↑
Rozkład powodują także jony SO2−
3 i CN−
:
H
2S
n + (n−1)SO2−
3 → H
2S + (n−1)S
2O2−
3
H
2S
n + (n−1)CN−
 → H
2S + (n−1)SCN−

## Otrzymywanie
Polisulfany o długości łańcucha do S
8 zostały wyizolowane w czystej postaci. Związki o dłuższym łańcuchu były obserwowane jedynie w roztworach.
Jedną z metod otrzymywania polisulfanów jest rozpuszczanie siarki w roztworach siarczków litowców, np. Na
2S. W otrzymanym roztworze o żółtej barwie występują jony polisiarczkowe S
n2−
:
S2−
 + (n−1)S → S
n2−

Roztwór ten dodaje się do nadmiaru rozcieńczonego kwasu solnego w temperaturze −10 °C:
Na
2S
n + 2HCl → 2NaCl + H
2S
n
Otrzymana mieszanina zawiera głównie polisulfany o długości łańcucha od S
4 do S
6. Możliwe jest ich wydzielenie poprzez destylację pod zmniejszonym ciśnieniem.